# Markthalle (Les Ormes)

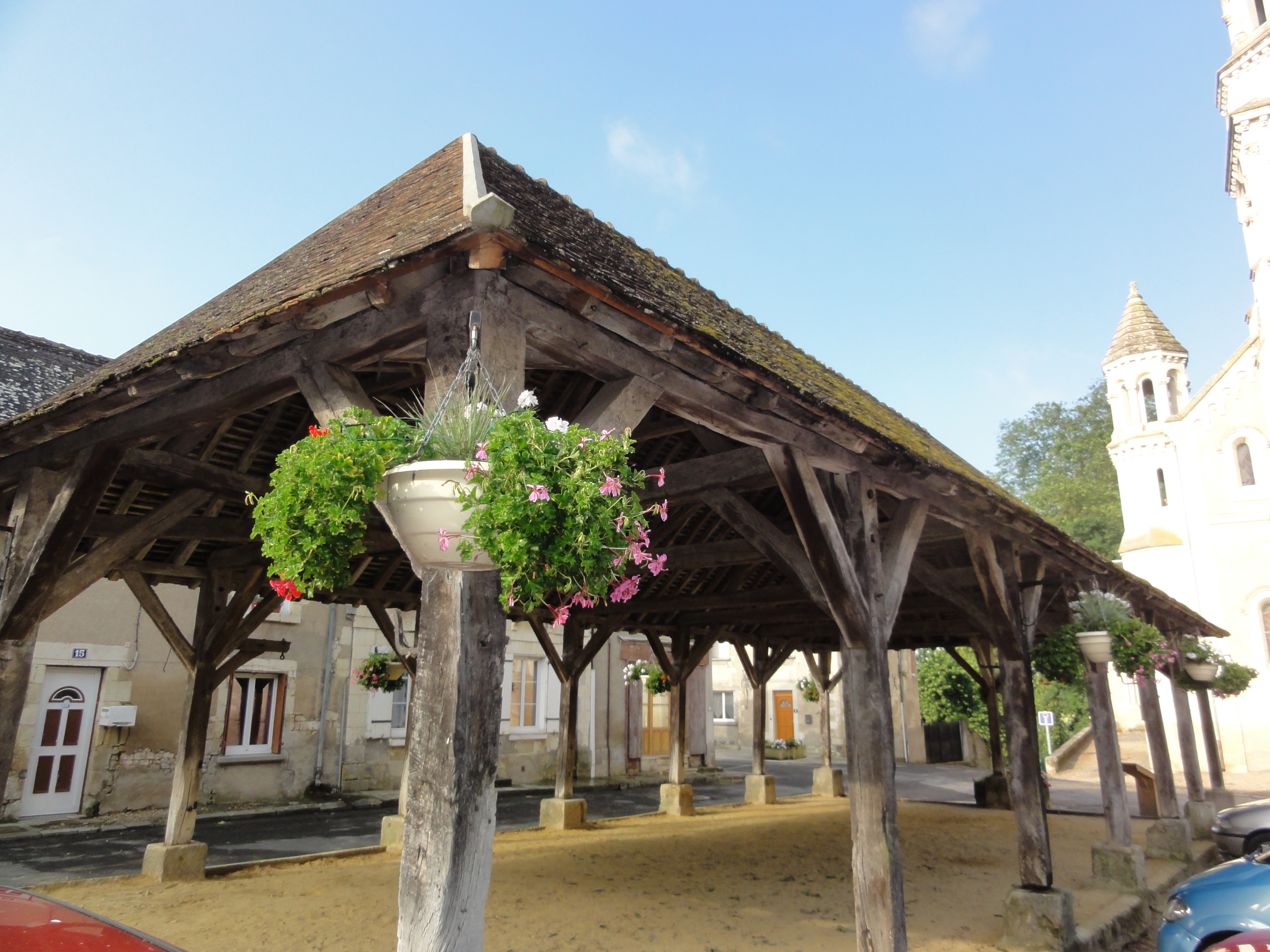
Markthalle in Les Ormes

Die Markthalle in Les Ormes, einer französischen Gemeinde im Département Vienne der Region Nouvelle-Aquitaine, wurde im 17. oder 18. Jahrhundert errichtet. Im Jahr 1934 wurde die Markthalle an der Place de l’Eglise als Monument historique klassifiziert.
Die Markthalle besteht aus einer offenen Holzkonstruktion mit Walmdach. Im 20. Jahrhundert wurden die Holzstützen am Fuß mit Beton verstärkt.